# 藝術家之糞
《藝術家之糞》（英語：Artist's Shit）又譯作《藝術家的糞便》，是意大利藝術家曼佐尼於1961年創作的作品。曼佐尼聲稱把其糞便放在90罐重30克、大小為4.8x6.5厘米的罐頭內，每個罐頭的包裝皆印有編號，並有由意大利文、法文、德文和英文寫成的。
圖片：
介紹﹕
藝術家之糞
重30克
新鮮保存
製作和放在罐頭
1961年5月

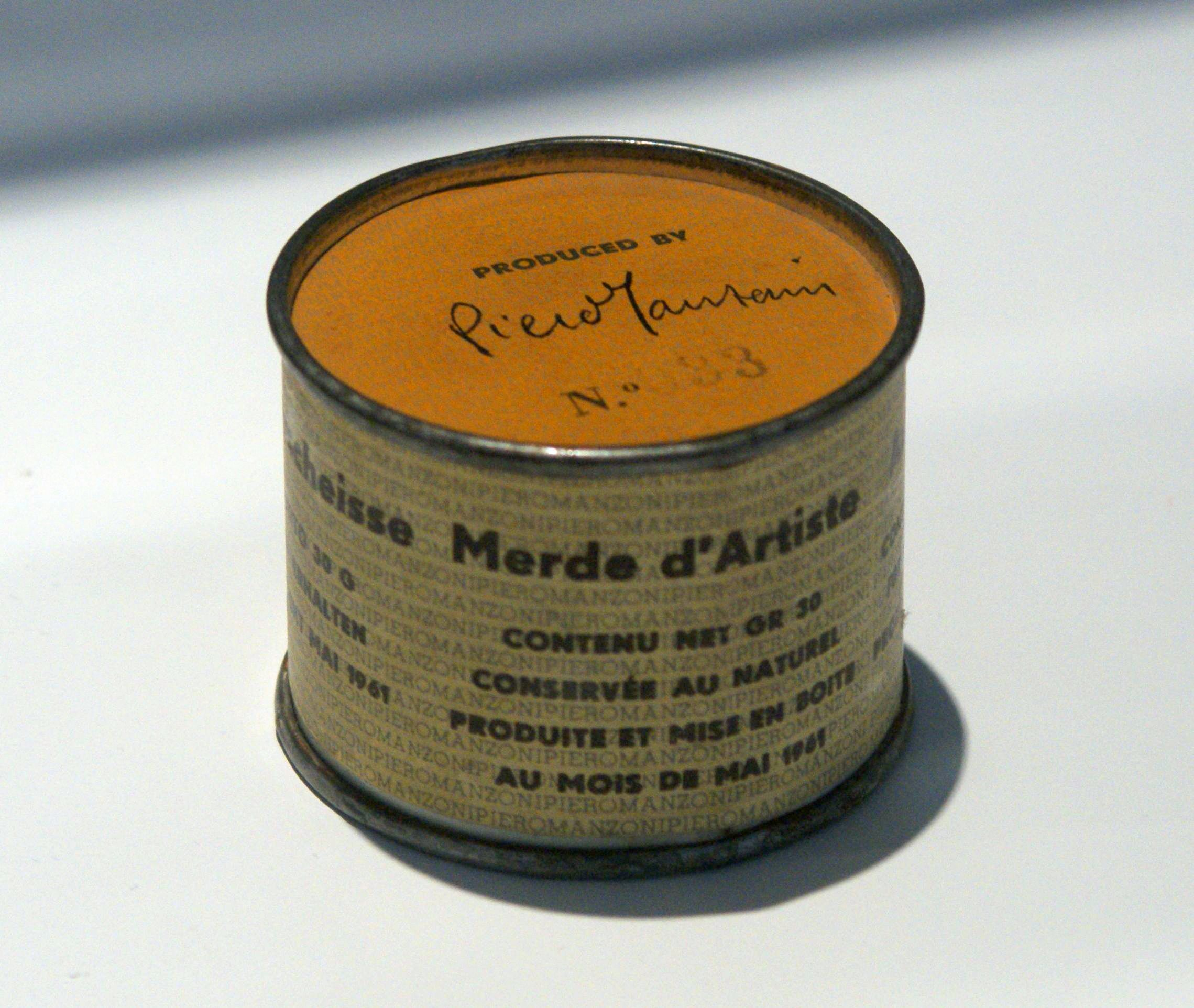

至今，《藝術家之糞》分別被美國紐約現代藝術博物館、法國龐比度博物館、英國倫敦泰特不列顛收藏。

## 沿革
曼佐尼在創作《藝術家之糞》前製作一個名為《藝術家的呼吸》（ Artist's Breath）的作品，即一個被曼佐尼吹過的氣球。然而，曼佐尼的父親對此毫不欣賞，直言﹕「你的作品是屎」（Your work is shit）。1961年，曼佐尼與藝術家友人本·沃捷通信時表示﹕「我應該像其他藝術家一樣出售自己的指紋，或跟他們比併畫一條最長的線，出售裝有糞便的罐頭。指紋是最能代表自己的個人象徵﹕如收藏家真的收集一些與別不同，最能代表藝術家本身的，那就是藝術家的糞便」。曼佐尼的另一名友人恩里科·本治指《藝術家之糞》是曼佐尼對「藝術、藝術家和藝術評論的一種嘲諷」。
同時，《藝術家之糞》也被解讀為受影響於馬克思提出的商品拜物教及的現成物藝術品。

## 價值
《藝術家之糞》所費不菲。早在1961年，每罐已市價37美元，即相等於當時的金價
。在2007年5月23日，拍賣行蘇富比更以12.4萬歐元售出第18號的《藝術家之糞》，而在1年後，第83號則以9.7萬英鎊成交。

## 內容
曼佐尼的好友博納盧米在2007年接受訪問時指罐頭內的根本不是糞便，而是灰泥。一個於米蘭的藝術商人不同意此說，又指罐頭傳出糞便的氣味 。然而，由於這些罐頭均是鋼造的，因此不能通過X光檢定。同時，一旦把罐頭打開則會失去其價值，故此至今依無法確定罐頭內的是否糞便。

## 資料來源
1. 1 2 3  Miller, John. . Tate Etc. 1 May 2007, (10)  [2 May 2014]. （原始内容存档于2017-10-15）.
2. ↑  Battino, Freddy; Palazzoli, Luca. . Milan. 1991: 144. ISBN 8844412470.
3. ↑  Dutton, Denis. . Bloomsbury Publishing. 1 July 2009: 202  [2015-05-03]. ISBN 9781608191932. （原始内容存档于2014-07-06）.
4. ↑  Bryan-Wilson, Julia. . Penn State Press. 2003: 208  [2015-05-03]. ISBN 9780271023342. （原始内容存档于2014-07-06）.
5. ↑  .   [2015-05-03]. （原始内容存档于2021-02-24）.
6. ↑  Glancey, Jonathan. . The Guardian. 12 June 2007  [2 May 2014]. （原始内容存档于2021-01-25）.
7. ↑  .   [2015-05-03]. （原始内容存档于2018-12-23）.
8. ↑  Clowes, Erika Katz.  (Ph.D.论文). University of California, Berkeley. 2008. ISBN 9780549839651.